# روابط ایران و چین
آغاز تاریخ روابط ایران و چین به نخستین تماس میان دو دولت به سال ۱۴۰ یا ۱۴۱ پیش از میلاد بازمی‌گردد. در این زمان دودمان هان بر چین و اشکانیان بر ایران فرمان می‌راندند. در این زمان از یک سو دولت هان در آسیای مرکزی پیش‌روی کرده و اشکانیان نیز بلخ را گشوده‌بودند؛ ولی برخورد رسمی میان دو دولت چندین سال پس از آن رخ‌داد. در ۱۱۵ پیش از میلاد وو دی امپراتور چین به دلیل گشایش در داد و ستد و به ویژه در جستجوی رمه‌های اسب سفیری را به همراه پیشکش‌هایی به دربار مهرداد دوم اشکانی فرستاد.
در دورهٔ اشکانیان -که هم‌زمان با چیرگی دودمان هان بر چین بود-پیوندهای بازرگانی میان دو کشور گسترش رو به فزونی یافت. دو طرف سفیرانی میان یکدیگر رد و بدل نمودند و جهانگردانی از چین نیز از ایران دیدار نمودند. دو کشور محصولاتی را به همدیگر معرفی نمودند که برجسته‌ترین آنان ابریشم چین بود. مسیر بازرگانی این کالای ارزشمند از چین به اروپا از ایران می‌گذشت و راه ابریشم نام‌داشت.
در زمان ساسانیان روابط دو کشور فراز و نشیب بسیاری داشت. ایرانیان بازرگانی ابریشم را در انحصار خویش گرفتند. این انحصار سبب کینه‌توزی‌های بزرگی گشت و چین به دشمنان ایران چون روم پیوست. با تازش عرب‌ها به ایران، ساسانیان از امپراتور چین یاری خواستند و سپس گروهی از آنان از جمله دودمان ساسانی به دربار این کشور پناهنده شدند.
روابط ایران و چین پس از انقلاب۵۷ در زمان رهبری سید علی خامنه‌ای به شدت افزایش یافت. در سال ۱۴۰۰ ایران و چین یک قرارداد ۲۵ ساله را به انجام رساندند. در طول جنگ ایران و اسرائیل، چین به طور قابل توجهی از ارائه هرگونه کمک مهمی به ایران خودداری کرد و موضع بی‌طرفی محاسبه‌شده‌ای را حفظ نمود.

## نام‌های داده شده به دو کشوردر منابع مربوط بدانان

### نام چین در متن‌های ایرانی
در پارسی میانه کشور چین را چین، سین یا چینستان خوانده‌اند. این نام گاه با معنای جغرافیایی چین کنونی همگون نیست، برای نمونه در برخی متن‌های پهلوی-برای نمونه گزیده‌های زادسپرم- مراد از چین ترکستان چین؛ به تقریب برابر با سینکیانگ کنونی؛ بوده‌است. این لغزش در متن‌های دورهٔ اسلامی نیز گاهی دیده‌شده و برای نمونه هپتالیان، کوشان و سرزمین‌های ترکنشین را چین و مردمان آنجا را نیز چینی خوانده‌اند. 
در متن‌های پارسی نخستین چین غربی ختن و بخش‌های شمالی و شرقی چین نیز ختا خوانده شده‌اند. بر همین سیاق دیوار چین را نیز در متن‌های کهن سد ختای نوشته‌اند.خود چینیان کشور خود را تونگو می‌خوانند.
ریشهٔ نام چین به احتمال برگرفته از یکی از دودمان‌های کهن چینی به نام دودمان چِن می‌باشد. این نام یا به‌طور مستقیم، یا به واسطهٔ مردمان میان دو کشور ایران و چین یا به واسطهٔ سانسکریت به پارسی میانه وارد شده و سپس با نام چینگ یا چین خوانده و تلفظ شده و از طریق ارتباط ایران و اروپا به خصوص با روم شرقی به زبان‌های اروپایی راه یافته، و چین (Chin)خوانده شد.
رویدادنویسان چینی منطقهٔ درهٔ فرغانه را دایوا یا دایوان خوانده‌اند.ایران اشکانی و اشکانیان را نیز چینیان آسنی یا اَشنی‌ها خوانده‌اند و چینی‌ها در آن زمان اشکانیان را به عنوان یک قدرت کامل فرامنطقه ای و مقتدر برای میان جیگری‌ها و وساطت میان دیگر ممالک آن زمان برمی‌شمردند. همچنین ایران در روزگار ساسانیان نیز در نزد چینیان بُسه یا پَسه ثبت شده‌است که چهره ای دیگر از واژهٔ پارسه یا پارس است. که رابطه بین ایران و چین در آن دوره از تاریخ ساسانی بر سر جاده ابریشم دچار خدشه و سردر گمی نیز شد.

## روابط چین با ایرانیان پیش از ارتباط با دولت مرکزی ایران

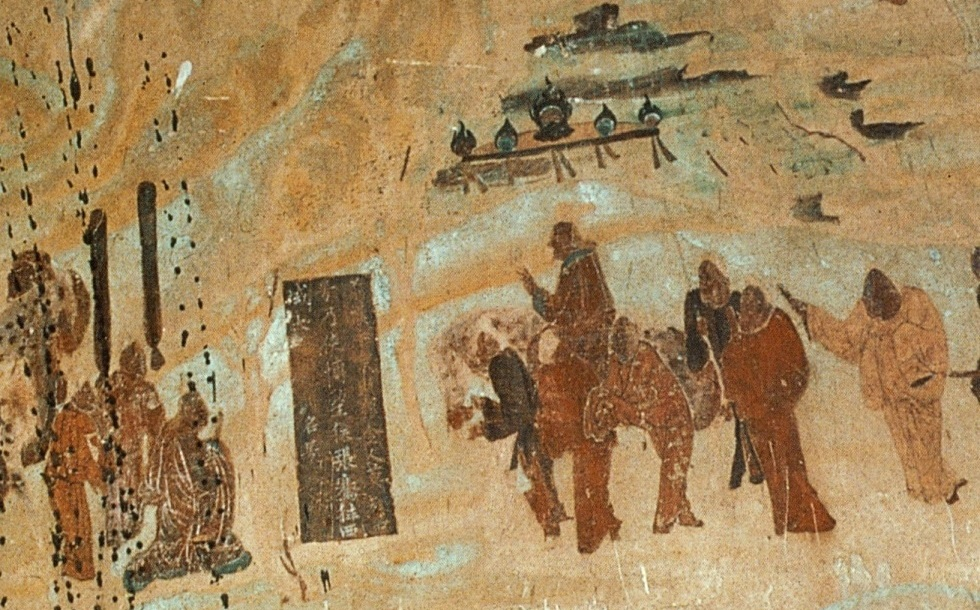
نگاره‌ای از سفر چانگ چیان در غار موگای

با اینکه شواهد موجود دربارهٔ وجود ایرانی‌نژادان در مرزهای سیاسی کنونی چین به پیرامون سده چهارم پیش از میلاد بازمی‌گردد، ولی نخستین تماس‌های ثبت‌شده میان چینیان و ایرانیان به ۱۶۵ پیش از میلاد و هم‌زمان با فرمانروایی دودمان هان بر این کشور بازمی‌گردد. در این زمان وقایع‌نگاران چینی از شکست یوئه‌چی‌های ایرانی‌نژاد از هون‌ها خبر می‌دهند. یوئه‌چی‌ها که در آن زمان در درون سرزمین‌هایی که امروزه در حدود مرزهای چین قرار می‌گیرد می‌زیستند پس از پس‌رانده شدن به دست هون‌ها به سوی غرب پیش روی کردند و سرانجام بخش‌های شرقی ایران را گشودند و دولت کوشانیان را پدیدآوردند.
چینیان که با هون‌ها دشمنی داشتند و در پی متحدی برای نبرد با آنان می‌گشتند سفیری را به نام چانگ چیان برای مذاکره با یوئه‌چی‌ها به محل زندگی آنان گسیل داشتند، ولی او محل سکونت آنان را خالی یافت و خودش نیز به دست هون‌ها به بند کشیده شد. او پس از گذراندن ده سال اسارت توانست از دست آنان گریخته و به جستجوی یوئه‌چی‌ها به سوی غرب رود. پس از گذر از سرزمین‌هایی و برخورد با تیره‌های نژادی دیگری چون ووسونها به حدود دره فرغانه رسید. سپس به سوی جنوب رفت و از سیردریا و آموی و گذشت، سرانجام یوئه‌چی‌ها را یافت ولی نتوانست آنان را برای بازگشت و نبرد با هون‌ها راضی نماید. پس راه بازگشت را پیش گرفت و پس از سال‌های اسارت دوباره و ماجراهای بسیار در ۱۲۶ پیش از میلاد توانست به چین بازگردد. داده‌های او از نخستین اطلاعات تاریخی دربارهٔ مردمان آسیای میانه و غرب چین می‌باشد. زمانی که او از این سرزمین‌ها دیدار می‌کرده، بر بخش‌های شمال شرقی ایران دولت یونانی باختر فرمان می‌رانده‌است و سرآغاز برپایی پادشاهی کوشان و شکست‌های این دولت بود.

## روزگار اشکانیان
این زمان آغاز روابط رسمی میان دو کشور می‌باشد. در ۱۱۵ پیش از میلاد امپراتور وو سفیرانی را به همراه پیشکش‌هایی ارزنده به دربار مهرداد دوم فرستاد. قصد او آغاز پیوندهای بازرگانی میان دو کشور بود. در آن زمان کالای مورد نیاز چینیان اسب بود، ولی آنان دربرآورده کردن این نیاز ناکام ماندند. سرانجام سفیر چین در راه بازگشت و آنگاه که از به دست آوردن اسب از ایرانیان نومید گشت، حاکم بلخ را تهدید نمود، نتیجه البته درگیری میان ایرانیان و چینیان و کشته‌شدن سفیر بود.
در ۱۰۴ پیش از میلاد وو برای تلافی این رویداد سپاهیانی را به فرماندهی لی کوالی به فرغانه گسیلاند، ولی چینیان شکست‌خوردند. در ۱۰۲ پیش از میلاد این سردار با ۶۰هزار سپاهی تازه‌نفس به سغد تاخت، اینبار پیروزی‌هایی به دست آورد. سرانجام با فرمانروای بومی سغد صلح نمود و آن فرمانروا نیز پسر خویش را به گروگانی به دربار هان فرستاد و چینیان نیز سرانجام به کالای خواستنی خویش؛ اسب؛ دست یافتند.
در ۴۸ پیش از میلاد هرمایوس از بازماندگان دولت یونانی باختر با دولت چین روابط سیاسی برقرا نمود. او توانست اتحادی نظامی نیز با چین پدیدآورد و به یاری چینیان در با شکست دادن سکاها بر بخش‌هایی از هندوکش و درهٔ کابل چیره‌گردد؛ ولی به زودی او با تازش کوشانیان رو در رو شد، پس به ناچار در ۳۰ پیش از میلاد باز از چینیان یاری‌خواست، ولی چنگتی امپراتور چین از پشتیبانی او خودداری نمود. بدین‌سان واپسین دولت یونانی در شرق از میان رفت.
در ۹۴ میلادی اشکانیان سفیری به دربار چین فرستادند. آماج این فرستادن سفیر گویا پیش‌گیری از برقراری هرگونه ارتباطی میان چینیان و روم -که دشمن ایران شمرده می‌شد- بود. در این زمان چینیان بر فلات تاریم چیره‌شده و چشم به پیش‌روی به سوی باختر را داشتند.
در ۹۷ میلادی پان جائو سردار چینی با سپاهی به سوی آسیای میانه پیش‌روی نمود. او سفیری را به نام کن یینگ برای شناسایی غرب به سوی ایران فرستاد. کن یینگ به ایران رفت، ولی از آنجا که ایرانیان خواهان برقراری پیوند میان چین و روم نبودند وی را از پیگیری سفرش به سوی غرب بازداشتند، هوده آنکه او تا کرانه‌های خلیج فارس بیشتر پیش‌روی ننمود. اطلاعات او دربارهٔ ایران اشکانی منبعی بسیار ارزنده‌است.
در ۱۰۱ میلادی سفیری دیگر از سوی اشکانیان به دربارهٔ چین رسید. این سفیر با خود پیش‌کش‌هایی چون شیر و شترمرغ و شماری شعبده‌باز برد. این کالاها برای چینیان تا آن زمان نو می‌نمود. در آینده تبادلات بازرگانی میان ایران و چین گسترش یافت؛ ایرانیان انگور، یونجه و انار و چینیان هلو و زردآلو را به یکدیگر شناساندند؛ ولی کالایی که روابط دو طرف را برای درازمدت پیوسته ساخته‌بود ابریشم چین بود.

## در روزگار ساسانیان
اوج روابط میان ایران و چین در روزگار باستان هم‌زمان با برپایی دولت ساسانیان بود. این روابط فراز و نشیب چندی داشت. ایرانیان در این زمان ابریشم چین را در انحصار خود گرفته‌بود و به بهای دلخواه خود به جهان و به ویژه روم-خواستار اصلی این کالا- عرضه می‌داشت.
تبادلات میان دو ملت یکی هنر ساسانی بود که در قالب مینیاتور و سفال‌گری و جز آن به چین راه یافت و هم پارچه‌بافی چینی که به ایران واردشد. محصولات ایرانی صادرشده به چین در این زمان قالی، لوازم آرایشی، مرجان، جواهرات، رنگ، پارچه و انفیه بود.
در زمان شاپور دوم ساسانیان کوشانیان را از میان بردند. این اقدام سبب هم‌مرزی میان ایران ساسانی و چین گردید. در زمان خسرو یکم بازرگانی دریایی میان دو کشور نیز رونق‌گرفت. وی به منظور برقراری اتحاد در ۵۵۰ میلادی سفیری را به چان‌آن پایتخت چین فرستاد. انوشیروان پیوند دوستانه‌ای با چینیان برقرار ساخت و دو طرف بارها به تبادل سفیر و فرستادن پیش‌کش‌هایی پرداختند. این پادشاهی ایرانی به ویژه در اندیشهٔ اتحاد با چین برای نبرد با هپتالیان بود.
انحصار ابریشم دشمنی‌های چندی در جهان باستان برانگیخت. چین نیز از این دشمنی برکنار نماند. به زودی اتحادی میان روم، چین، خاقانات ترک غربی و خزرها بر ضد ساسانیان برپاشد. دربرابر ایران نیز در جستجوی همپیمانانی تازه با خاقانات ترک شرقی و آوارها متحد گردید. در زمان خسرو دوم در سال ۶۰۳ میلادی جنگی سهم‌گین در جهان درگرفت، رومیان و خزرها و ترکان غربی بر ایران تاختند. سپاهیان ایران و چین اگرچه رودرروی هم قرار نگرفتند، ولی چینیان خاقانات شرقی را که هم‌پیمان ایران بود از میان برد. با از میان رفتن خاقانات ترک شرقی چینیان را سیاستی دیگر آمد و متوجه غرب گردیده سر از پیمان با ترکان غربی پیچیدند و به سرزمین‌های آنان تاختند. در ۶۰۹ میلادی سپاهیان امپراتور یان دی پس از چیرگی بر ختن، کاشغر و سراسر تورفان به سرزمین‌های ایرانی نزدیک‌تر شدند، در این زمان شهرهای سغدی‌نشین بخارا، سمرقند و فرغانه پیروی از امپراتور چین را پذیرا شدند. ساسانیان در این زمان توجهی به پیش‌روی چینیان نشان ندادند، زیرا سخت در غرب درگیر بودند.
در زمان تازش اعراب بر ایران، هنگامی که کار بر یزدگرد سوم تنگ آمد سفیری را برای یاری‌جویی به نزد امپراتور گائوتسونگ از دودمان تانگ فرستاد. سفیر در ۶۳۸ میلادی به دربار او رسید، ولی نتیجه‌ای از این گسیل پیک برای ایرانیان به دست نیامد. به ناچار یزدگرد که اکنون در مرو سنگر گرفته‌بود پسرش پیروز را برای درخواست یاری به نزد گائوتسونگ فرستاد، پیروز هنوز به دربار چین نرسیده‌بود که یزدگرد در ۶۵۲ میلادی کشته‌شد. پس از این رویداد اندک‌اندک بزرگان ایرانی که به همراه دودمان ساسانی به چین پناه برده‌بودند مناصب درباری یافتند. از فرزندان یزدگرد سوم نیز پیروز، پسرش نرسی، پسر او پشنگ و در پایان خسرو در پناه امپراتوران چین نخست برای بیرون راندن اعراب کوشیدند و آنگاه که ناکام ماندند در این سرزمین با احترام زیستند تا اینکه در میان چینیان تحلیل رفتند.

### تبادلات مذهبی میان دو کشور در دورهٔ ساسانیان
دین زرتشتی در زمان ساسانیان به چین رخنه نمود. چینیان این آیین را هسیئن چیاو می‌خواندند. نخستین آتشکده در ۶۲۱ میلادی در چین ساخته‌شد. با شکست ایرانیان از اعراب و کوچیدن پاره‌ای از آنان به همراه خاندان ساسانی به این کشور، آیین مزدیسنا در چین گسترش بیشتر یافت. این دین تا سدهٔ نهم میلادی در این کشور زنده‌بود.
آیین دیگری که از ایران به چین راه‌یافت آیین مانوی بود. پس از سرکوب مانویان به دست ساسانیان، پیروان این آیین در جهان پراکنده‌شدند و گروهی از آنان نیز به چین رفتند. مبلغ بزرگ مانوی در این زمان مارآمو نام داشت. مانویان با خود به چین مینیاتور را بردند.
مسیحیت نسطوری نیز -که شاخه‌ای از مسیحیت بود که ساسانیان از آن پشتیبانی می‌نمودند- نیز در روزگار ساسانیان و از راه ایران به چین راه‌یافت.

## دورهٔ خلافت اسلامی
نخستین سفیر خلفای راشدین در سال ۳۱ قمری به دربار یونگ وی امپراتور آن زمان چین رسید. این نخستین برخورد اسلام با چین هم بود. مسلمانان توانستند اجازهٔ تبلیغ آیین تازه و برپایی مسجدی در چانگان پایتخت چین را بگیرند. مسلمانان نیز به روابط پررونق بازرگانی با چین پرداختند. در منابع چینی از امویان را تازی‌های سپیدپوش و عباسیان را با نام تازیان سیاه‌پوش خوانده‌اند.

## عهدنامه مودت
نخستین عهدنامه مودت در دنیای معاصر میان دولتهای ایران و چین در رم پایتخت ایتالیا و میان سفیران دو کشور در یازدهم خرداد ۱۲۹۹ خورشیدی (اول ژوئن ۱۹۲۰ میلادی) بسته شد. این عهدنامه هفت ماده ای مبنائی برای مبادله نمایندگان سیاسی و کنسولی میان دو کشور و تأسیس سفارتخانه و کنسولگری در خاک یکدیگر شد. امضاکنندگان آن از طرف ایران میرزا اسحاق خان مفخم‌الدوله وزیرمختار ایران در رم و از طرف ایران وان کوان کی وزیرمختار چین در رم بودند. این عهدنامه در زمانی بسته شد که مجلس شورای ملی در ایران تعطیل بود. سال بعد که مجلس بازگشایی شد، این عهدنامه در شانزدهم آبان ۱۳۰۰ به تصویب رسید و جنبه قانونی یافت. تنها معترض به عهدنامه، ارباب کیخسرو نماینده زرتشتیان بود. اظهارات او می‌تواند نخستین اعتراض به ورود کالای چینی به کشور در تاریخ مدرن به حساب بیاید: «متأسفانه تصور می‌کنم از انعقاد این معاهده چیزی که به ایران لطمه وارد خواهد نمود، ورود امتعه چین است که غالباً جزو تفننات (کالاهای تزئینی) است و البته خیلی زیاد خواهد شد و به وزارت (بار روی دوش) مملکت خواهد افزود و اگر هم چیزی در مملکت باقی باشد به چین خواهد رفت». به گفته ارباب کیخسرو که خود از تاجران تراز اول ایران بود، «تجارت ایران و چین خیلی محدود است و متأسفانه چیزی هم که از ایران به چین می‌رفت، در آن خصوص به قدری دولت چین فشار آورد که یک قسمت از تجار ایران را ور شکست نموده و یک قسمت دیگر را هم نمی‌دانم به چه حال نگاه داشته و آن مسئله تریاک است زیرا مواد خام دیگری از ایران به چین نمی‌رفت».

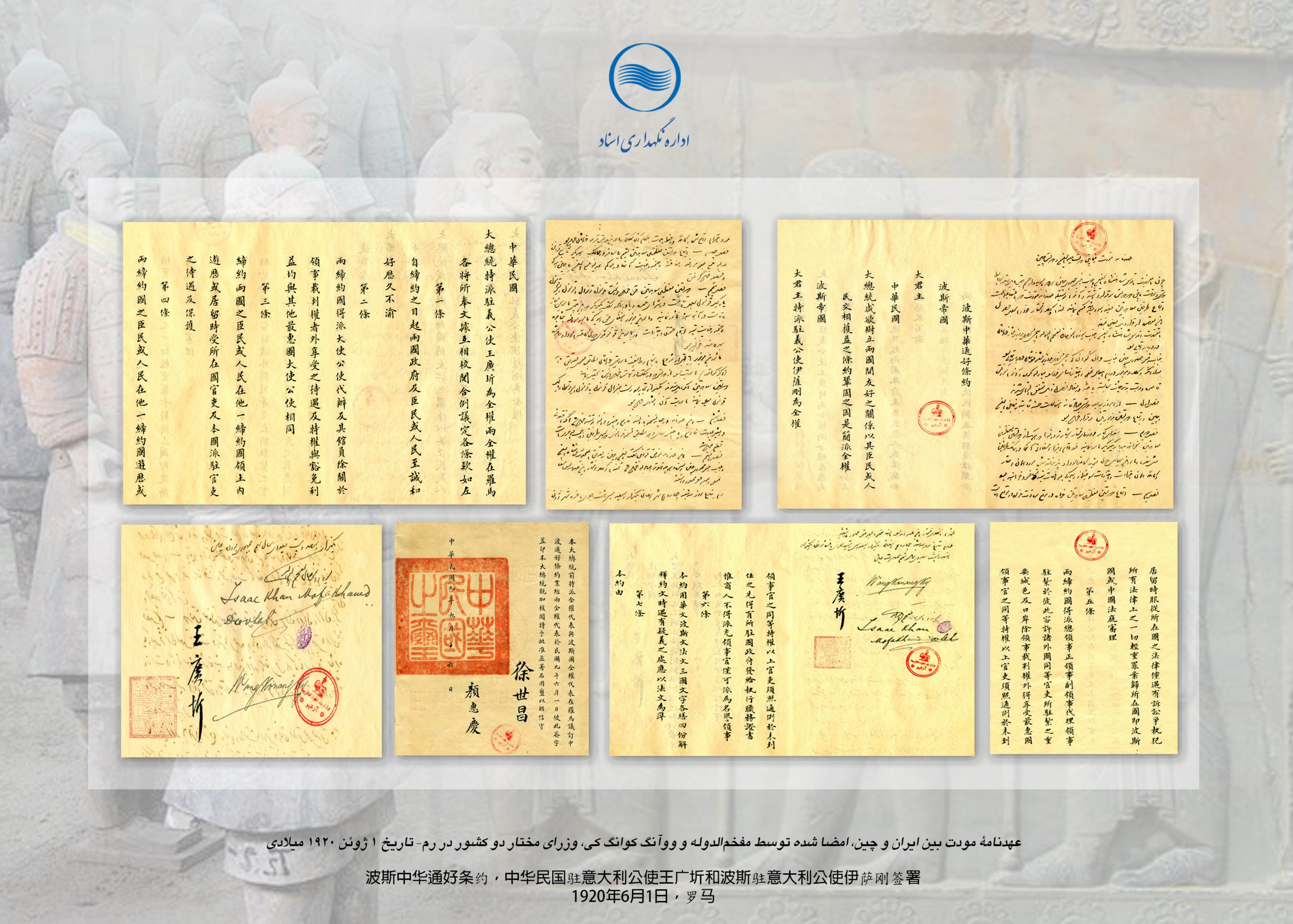
تصویر عهدنامه مودت بین ایران و چین امضا شده در اول ژوئن 1920 در رم ایتالیا

]

## دوران پهلوی
ایران به خاطر هراس فراوان از کمونیسم، و علاقه زیاد به تضمین حمایت سیاسی، نظامی و اقتصادی ایالات متحده، در قبال جمهوری خلق چین که در سال ۱۹۴۹ میلادی/۱۳۲۹ شمسی ظهور کرد و در ابتدا از سیاست‌های اتحاد شوروی پیروی می‌کرد، از سیاست واشینگتن دی سی، پیروی کرد. دولت ایران از به رسمیت شناختن جمهوری خلق چین و مواضع آن در سازمان ملل متحد سر باز زد. رویکرد چین نسبت به ایران در دهه ۱۳۳۰ شمسی و اوایل دهه ۱۳۴۰ شمسی، با وجود دلالت‌های شدید ایدئولوژیک، از ظرافت برخوردار بود و مابین مواضع گوناگون سیاست خارجی اتخاذ شده از سوی ایران تفاوت قائل می‌شد. برای مثال چین در اوایل دهه ۱۳۳۰ شمسی از سیاست نخست‌وزیر ایران محمد مصدق برای ملی کردن صنعت نفت ایران به عنوان مقاومت در برابر امپریالیسم بریتانیا و آمریکا حمایت می‌کرد. کودتای ۲۸ مرداد ۱۳۳۲ که مصدق را سرنگون و محمدرضا شاه پهلوی را به قدرت بازگرداند به این عنوان که توسط آمریکا سازمان دهی شده و علیه شوروی هدایت شده محکوم شد. در کنفرانس همبستگی آفریقا-آسیا، که در فروردین ۱۳۳۴ در باندونگ، اندونزی برگزار شد، چو ئن لای نخست‌وزیر چین قویاً با تلاش‌های فرضی آمریکا برای تشکیل ائتلاف‌های ضد کمونیستی در کشورهای جهان سوم مخالفت کرد، با این حال لحن او در قبال ایران، که از اهداف فرضی چنان سیاست‌هایی بود، نسبتاً ملایم بود. سیاست جهان سومی خود چین مانع همزیستی مسالمت آمیز با ایران نمی‌شد ولی دولت ایران بین اتحاد شوروی و جمهوری خلق در تلاش‌های آنان برای سیطره یافتن بر کشورهای دیگر از طریق جنبش‌های کمونیستی تفاوت اندکی می‌دید.
در مهر ۱۳۳۴، ایران به پیمان ضد کمونیستی بغداد پیوست؛ در ۱۳۳۵ با حکومت ضد کمونیستی جمهوری چین در تایوان روابط دیپلماتیک برقرار کرد. ایران در هر دو مورد مورد سرزنش شدید جمهوری خلق قرار گرفت، ولی «امپریالیسم آمریکا»، که مسئول مواضع اتخاذ شده از سوی تهران است، مقصر اصلی خوانده شد. در دهه ۱۳۴۰ تنش‌های ایدئولوژیک و سیاسی شکاف بازی میان اتحاد شوروی و جمهوری خلق چین ایجاد کرد. در آن زمان، ایران متناسب با قدرت فزاینده اقتصادی و نظامیش با وجود حفظ یک موضع قوی حامی آمریکا، سیاست‌های انعطاف پذیرتر و مستقل تری اتخاذ کرد.
در سال ۱۳۴۷ دولت بریتانیا اعلام کرد در سال ۱۳۵۰ از خلیج فارس خارج خواهد شد. چین در آغاز تلاش کرد در رقابت با اتحاد شوروی جای پای خود را در منطقه سفت کند، و وفاداری شورشیان کمونیست در جبهه آزادیبخش ظفار و جبهه خلق برای آزادی خلیج اشغالی عربی که هر دوی آنها از اوایل دهه ۱۳۳۰ پیوندهایی با پکن داشتند را به خود جلب کند. این سیاست که با در دست گرفتن نقش مدافع منطقه خلیج فارس علیه «مداخله خارجی» و «آشوب محلی» از سوی تهران در تضاد قرار داشت، تدریجاً جای خود را به تلاش برای جلوگیری از چیرگی شوروی بر این گروه‌های انقلابی داد. این سیاست ناموفق بود و به صورت موضعی آشکارا ضد شوروی درآمد، که در آن ایران از سوی کشورهای ساحل خلیج فارس به عنوان کارگزار اصلی قدرت ترجیح داده می‌شد.

### برقراری رابطه ایران با جمهوری خلق چین
در سال ۱۳۴۵ شورای وزیران ایران رسماً اجازه تجارت بین ایران و چین را صادر کرد. شاه در مصاحبه ای با خبرگزاری رسمی جمهوری فدرال آلمان در سال ۱۳۴۶ توضیح داد که حامی پذیرش جمهوری خلق چین در سازمان ملل متحد است. تحولات متعدد دیگر از جمله تحکیم روابط با اتحاد شوروی از یک سو و عراق و هند از سوی دیگر در اواخر دهه ۱۳۴۰ و نیز تجزیه پاکستان در اسفند ۱۳۴۹، ایران را به جمهوری خلق نزدیکتر کرد. اما در سال ۱۳۴۹ حکومت تهران همچنان نگران بود که از راپروشمان با چین از آمریکا پیشی نگیرد. کویت در اسفند ۱۳۴۹ جمهوری خلق را به رسمیت شناخت و ترکیه در فروردین ۱۳۵۰ تصمیم گرفت این کار را انجام دهد. ایران نیز در حال برداشتن گام‌های نهایی برای روابط نزدیکتر با چین بود. در ۲۵ فروردین ۱۳۵۰، شاهدخت اشرف پهلوی، خواهر دوقلوی شاه به دعوت حکومت چین از پکن بازدید کرد. در ۱۰ اردیبهشت شاهدخت فاطمه خواهر کوچک شاه هم بازدید کرد. اعلام این که رئیس‌جمهور ریچارد نیکسون از چین بازدید خواهد کرد در ۱۵ ژوئیه ۱۹۷۱ صحنه را برای برقراری رسمی پیوندهای دیپلماتیک بین ایران و جمهوری خلق آماده کرد: در ۲۵ مرداد ۱۳۵۰ سفرای دو کشور در اسلام‌آباد پاکستان دیدار کردند و سندی را امضا کردند که در آن ایران حکومت پکن را به رسمیت شناخت، اعلامیه رسمی ای فردای آن روز همزمان در پایتخت‌های دو کشور منتشر شد.
رابطه جدید بین ایران و جمهوری خلق تقریباً آناً در بیست و ششمین نشست مجمع عمومی سازمان ملل متحد در شهریور-آذر ۱۳۵۰ محک خورد. نمایندگی جمهوری خلق و اخراج هیئت تایوان موضوع دو پیش نویس قطعنامه بود. یکی، که در اصل توسط آلبانی آماده شده بود خواهان نشاندن هیئت جمهوری خلق به عنوان تنها نماینده چین بود و دیگری که به پیش نویس آمریکایی مشهور بود اکثریت دو سومی را برای اخراج هیئت تایوان که سه دهه بود کرسی چین را اشغال کرده بود لازم می‌کرد. ایران که جمهوری خلق را به رسمیت شناخته بود به قطعنامه آلبانی رای داد ولی برای شرمسار نکردن کشور «به‌طور سنتی دوست»، آمریکا، به قطعنامه آمریکایی رای ممتنع داد.

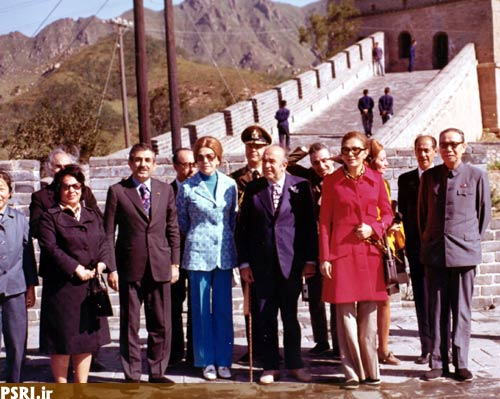
فرح پهلوی و امیرعباس هویدا بر روی دیوار بزرگ چین در بازدید از چین - ۲ مهر ۱۳۵۱

روابط ایران و چین به‌طور ثابت ارتقا یافت، که نشان آن بازدیدهای مکرر در سطوح بالا و همگرایی سیاست‌ها در خصوص شماری از مسایل منطقه ای و جهانی بود. شهبانو فرح پهلوی در شهریور ۱۳۵۱ در صدر هیاتی که نخست‌وزیر امیرعباس هویدا در آن حضور داشت در یک سفر ده روزه به جمهوری خلق رفت. در مرداد ۱۳۵۲ جی پنگ-فی وزیر امور خارجه چین از ایران بازدید کرد و در فروردین ۱۳۵۴ لی شیان-نین معاون نخست‌وزیر به دنبال او از ایران دیدار کرد. در ۲ تیر ۱۳۵۵ شاهدخت اشرف دوباره از چین بازدید کرد. در همه این تماس‌های رسمی، چینی‌ها به‌طور پیوسته بر موضوعاتی که اساساً منعکس کننده دغدغه‌های استراتژیک آنان در مقابل ابتکارات دیپلماتیک شوروی بود ولی با دغدغه‌ها و آمال سیاست خارجی ایران مصادف بود تأکید می‌کردند. بر این اساس آنان از دیدگاه‌های ایران در خصوص امنیت خلیج فارس و اقیانوس هند و برنامه گسترده تدارکات نظامی شاه به عنوان تدبیری «ضروری» برای مقابله با «طراحی‌های خرابکارانه» و «هژمونیستی» در خلیج فارس حمایت می‌کردند. مقامات ایرانی در میزبانی از هیئت‌های چینی معمولاً بر موضوعات اقتدار ملی و تمامیت ارضی ایران تأکید می‌کردند ولی در حملات تند چین به ابرقدرت‌ها، مخصوصاً اتحاد شوروی که ایران رابطه متوازنی با آن برقرار کرده بود، با آنان شریک نمی‌شدند. پس از وفات نخست‌وزیر چو ئن لای و مائو تسه تونگ رهبر چین، این کشور در سال ۱۹۷۶ هیاتی به رهبری اولان فو، قائم مقام رئیس کمیته دائمی کنگره ملی خلق را برای دادن اطمینان به حکومت ایران نسبت به تداوم سیاست خارجی چین را به ایران اعزام کرد.

## دوران جمهوری اسلامی

### در جنگ ایران و عراق

#### کمک‌های تسلیحاتی
با فروش تسلیحات موشکی به ایران توسط چین، این کشور قانون منع فروش موشک به طرفین جنگ (MTCR) را زیر پا گذاشت. چین از جملهٔ کشورهایی بود که به طرفین جنگ «ایران و عراق» کمک کرد چین به ایران موشکهای ضد کشتی، زمین به هوا، هوا به هوا و موشک کروز فروخت. که نمونه‌های آن عبارتند از:
- HY-۱ (کرم ابریشم ۱): در تابستان سال ۱۹۸۶ چین اقدام به فروش ۱۰۰ عدد از این موشک‌ها به ایران کرده که در سال ۱۹۸۷ به‌طور موفقیت‌آمیز از کشتی ایرانی پرتاب شد. با وجود اینکه چین ادعا کرده که این موشک‌ها از کرهٔ شمالی و به‌طور واسطه به ایران فروخته شده، ولی شواهد (از جملهٔ شواهد می‌توان به ضعف ناوهای آمریکایی در برابر موشک اشاره کرد) نشان می‌دهد که این موشک‌ها مستقیماً توسط چین ساخته و به ایران فروخته شده‌اند.[نیازمند منبع]
- C-۸۰۱: بیش از ۱۰۰ موشک از این مدل در سال ۱۹۸۶ و ۱۹۸۷ به ایران فروخته شد.[نیازمند منبع]

#### کمک‌های تکنولوژیکی
در سال‌های ۱۹۸۰ الی ۱۹۸۵ چین با ایران به‌طور مخفیانه قراردادی مبنی بر گسترش انرژی هسته‌ای بست؛ همچنین این کشور تکنولوژی ساخت موشک‌های فروخته شده را به ایران داده و در ساخت این موشک‌ها به ایران کمک کرده‌است.

### دولت محمود احمدی‌نژاد
در دوران محمود احمدی‌نژاد، ایران به منظور دستیابی به پشتیبانی‌های سیاسی چین و بلوک شرق سیاستی را در پیش گرفت که از آن با نام «نگاه به شرق» یاد می‌شد. این هنگامی بود که همکاری‌های تجاری و قراردادهای گسترده‌ای میان دو کشور برقرار شد. از جمله این قراردادها معاهده‌ای بود که در سال ۱۳۸۷ شمسی میان دو کشور بسته شد و بر پایه آن ایران درآمد حاصل از فروش نفت خود را به عنوان پشتوانه ال‌سی‌های خرید کالای چینی در اختیار آن کشور می‌گذاشت. از مفاد دیگر این عهدنامه الزام ایران به صدور بیمه برای افتتاح ال سی‌های چینی یا فروش نسیه کالاهای چینی بود.
خبر بسته شدن این معاهده از سوی تارنمای بازتاب امروز عنوان شد و انتشار آن فیلتر شدن این وبگاه در داخل ایران را در پی داشت. خبرآنلاین نیز که این خبر را باز نشر نموده بود خبر را از خروجی خود برداشت.

### بانک کونلون
با شدت گرفتن تحریم ها علیه ایران چین بانک کونلون را در سال ۲۰۰۹  برای ارتباط با ایران و تسهیل امور مالی راه اندازی کرد. طبق گزارش سالانه بانک در سال ۲۰۱۷، این بانک نزدیک به ۳۰,۰۰۰ مشتری شرکتی دارد که عمدتاً شامل شرکت‌های دولتی و شرکت‌های نفتی می‌شود. یکی از محصولات برجسته این بانک «یی لو تونگ» نام دارد که به معنای «ارتباط ایران» است، همان‌طور که در گزارش سالانه بانک آمده است.
در پایان سال ۲۰۱۷ این بانک ۳۱۷.۵ میلیارد یوان (۴۶ میلیارد دلار) دارایی داشت و درآمد سالانه ۵.۴ میلیارد یوان و سود خالص ۲.۹۷ میلیارد یوان گزارش کرد. وزارت خزانه‌داری ایالات متحده آمریکا در سال ۲۰۱۲ میلادی بانک کونلون را به واسطه برقراری ارتباط مالی با بانکهای ایرانی تحت تحریم آمریکا و سپاه پاسداران انقلاب اسلامی مورد تحریم قرار داد. تحریم‌های آمریکا در سال ۲۰۱۲ بانک کونلون را از دسترسی مستقیم به سیستم مالی ایالات متحده منع کرد. بیشتر تراکنش‌های این بانک در واحد پولی یوان و یورو انجام می‌شود.

### دولت حسن روحانی
روحانی می‌گوید رابطه با چین اهمیت زیادی دارد و ما همکاری متعددی با چین داریم و این کشور آماده سرمایه‌گذاری در بخش‌های مختلف کشور ماست و یکی از طرح‌هایی که در هیئت دولت تدبیر و امید به تصویب رسید دربارهٔ بحث بهره‌برداری از حساب‌هایی است که از فروش نفت در خارج از کشور از جمله چین داریم.
- رئیس‌جمهور چین در کنفرانسی که در شانگهای با عنوان تعامل و اعتمادسازی در آسیا به منظور افزایش نقش چین در منطقه و کنار زدن آمریکا برگزار شد، در حضور ولادیمر پوتین، پیشنهاد طرح ایجاد ساختار امنیتی را داد که بر پایه همکاری با ایران و روسیه استوار است و در این طرح نقش آمریکا را کاملاً در امنیت آسیا حذف کرد. این اقدام چین با واکنش شدید آمریکا مواجه شد.

### دولت ابراهیم رئیسی
از زمان روی کار آمدن ابراهیم رئیسی، رئیس جمهور ایران در سال ۲۰۲۱، سیاست «نگاه به شرق» را برای تعمیق روابط با چین و روسیه در پیش گرفته است. تهران در سپتامبر 2022 به سازمان همکاری شانگهای پیوست. چین و روسیه از ایران برای عضویت در این سازمان حمایت کردند. ژانویه ۲۰۲۲ ایران، چین و روسیه سومین رزمایش دریایی مشترک خود را در شمال اقیانوس هند برگزار کردند. سه کشور رزمایش دریایی مشترک خود را از سال 2019 در اقیانوس هند و دریای عمان آغاز کردند. هدف از این رزمایش تقویت امنیت و پایه های آن در منطقه و گسترش همکاری های چند جانبه بین سه کشور برای حمایت مشترک از صلح جهانی، امنیت دریایی و ایجاد جامعه دریایی با آینده مشترک است.

### صادرات و واردات
در تاریخ ۲۴ ژانویه ۲۰۲۰ اعلام شد تجارت ایران و چین افت چشمگیری در سال ۲۰۱۹ داشته‌است، به‌طوری که صادرات ایران به چین بیش از ۳۶ درصد کاهش داشته و به ۱۳ میلیارد و ۴۳۴ میلیون دلار افت کرد و صادرات چین به ایران نیز با کاهش حدود ۳۱ درصدی به ۹ میلیارد و ۵۹۰ میلیون دلار رسید. واردات از چین یک استراتژی مقرون به‌صرفه و مناسب برای تجارت و راه‌اندازی کسب و کار در ایران است. قیمت مناسب محصولات و  رابطه اقتصادی خوب ایران با چین باعث شده است بسیاری از بازرگانان توجه ویژه‌ای به واردات از چین به ایران داشته باشند و ایده واردات از چین را به کسب و کار خود نزدیک تر بدانند.

### قرارداد ۲۵ ساله ایران و چین
در روز هفتم فروردین سال ۱۴۰۰، برنامهٔ جامع همکاری ایران و چین برای مدت ۲۵ سال امضا شدسازمان دفاع از دموکراسی در آمریکا، توسعه روابط سیاسی و اقتصادی و نظامی ایران و چین را زنگ خطری برای آمریکا، اسرائیل و برخی کشورهای عربی در منطقه عنوان کرد.

### بدهی به ایران
کشور چین بدهکارترین کشور به ایران است. چین بزرگترین بدهکار نفتی به ایران با بیش از ۲۲ میلیارد دلار می‌باشد این کشور در طول این سال‌ها سعی کرده تا با صادرات کالا بدهی خود را تسویه کند.
در سال ۱۳۹۳ بدهی چین به ایران ۵۰ میلیارد دلار اعلام شده‌است.

### پیامدهای تحریم‌ها علیه ایران
به‌دنبال تشدید تحریم‌های آمریکا علیه ایران، شرکت ملی نفت چین (CNPC) و شرکت ساینوپک خرید نفت از ایران را متوقف خواهند کرد. شرکت ساینوپک از ماه سپتامبر تقاضای خرید نفت از ایران را ۵۰ درصد کاهش داده‌بود.
در نیمه اول ۲۰۱۹ صادرات چین به ایران ۴۶ درصد افت کرده و تنها ۴ میلیارد و ۵۵۲ میلیون دلار صادرات به ایران داشته‌است و واردات چین از ایران ۲۸ درصد افت داشته و به ۸ میلیارد و ۱۳۱ میلیون دلار رسیده‌است.
پس از بازگشت ترامپ به ریاست جمهوری ایالات متحده و اعلام او مبنی بر مبارزه با صادرات نفت ایران، کاهش قابل توجه واردات نفت ایران به چین از اکتبر ۲۰۲۴آغاز شد. در اوایل سال ۲۰۲۵بندر شاندونگ متعلق به دولت چین، اعلام کرد که از شرکت ها و کشورهایی که در لیست سیاه دفتر کنترل سرمایه‌های خارجی آمریکا هستند، کالا نمی پذیرد. این ضربه شدیدی به اقتصاد ایران خواهد بود که ظاهراً ٪۹۰ از صادرات نفت خود را به چین دریافت می کند. به دنبال ممنوعیت ورود نفت ایران به چین، ارزش نفتی که در حال حاضر گیر کرده و وارد چین نشده است، ۱.۷۵ میلیارد دلار است.

### واکنش برخی شخصیت ها از جمهوری اسلامی به سرکوب مسلمانان چین
در تیرماه سال ۱۳۸۸ (ژوئیهٔ ۲۰۰۹) در پی کشتار مسلمانان اویغور در چین، شماری از چهره‌های سیاسی و مذهبی ایران، از جمله مراجع تقلید به انتقاد از چین پرداخته و انتقاد ضمنی خود را نسبت به سیاست‌های دولت ایران، در ارتباط با سیاست اتّخاذشده توسّط دولت در قبال این رویداد، اعلام کردند.
منتقدان می‌گویند دولت محمود احمدی‌نژاد در قبال حوادث چین سکوت معناداری اختیار کرده حال آن که در قبال قتل یک زن مصری در آلمان، بسیار اعتراض کرده‌است.
حسین‌علی منتظری با تأکید بر آن‌که کشتار اشخاص بی‌گناه، چه در فلسطین باشد یا در چین، یمن، آلمان یا در ایران باید مورد محکومیّت واقع گردد، سکوت دولت‌های اسلامی در باب این کشتار را مورد مذمّت قرار داد و تأکید کرد: «نباید حرمت و حیثیّت و خون مسلمان‌ها را فدای روابط دیپلماسی خود نماییم».
یوسف صانعی نیز در همین ارتباط با «مستبد» خواندن حاکمان چین، تأکید کرد که آنان «به جای رفع معضلات مسلمانان»، به شکل‌های گوناگون اعتراضات آنان را خاموش می‌کنند. صانعی با اشاره به تلاش مقامات پکن برای انتساب این اعتراضات به «عوامل خارجی» - همان کاری که دولت کودتا در ایران می‌کند - آن را «مکر و حیله» نامید و افزود: «مستبدان غافل از آن‌اند که فریاد انسان‌های مظلوم و ستم‌دیده و آه و درد زجردیدگان و خون‌های به‌ناحق ریخته‌شدهٔ انسان‌ها گریبان آن‌ها را خواهد گرفت.»
ناصر مکارم شیرازی نیز در ۲۱ تیر در واکنش به این اقدام گفت: «مردم از مسئولان دولت جمهوری اسلامی انتظار دارند در این مورد سکوت نکنند و موضع قوی و مناسبی بگیرند و برادران و خواهران مسلمان خود را تنها نگذارند.»
حسین نوری همدانی هم در واکنش به کشته‌شدن بیش از ۱۵۰ تن از مسلمانان ایالت سین کیانگ چین، آن را جنایتی «وحشتناک‌تر» از کشته‌شدن یک زن مسلمان در آلمان توصیف کرد.
همچنین هاشمی رفسنجانی در آغاز خطبهٔ دوم نماز جمعهٔ ۲۶ تیر ۱۳۸۸ تهران، با اشاره به کشتار و سرکوب اخیر مسلمانان سین کیانگ، دولت چین را «برادرانه نصیحت» کرد که با مسلمانان ساکن این کشور بهتر رفتار کند. هنگامی که گروهی از نمازگزاران شروع به شعار دادن علیه چین کردند، رفسنجانی از آن‌ها دعوت کرد به‌خاطر شرایط موجود خویشتن‌داری کنند.
معصومهٔ ابتکار در اعتراض به سکوت دولت ایران در قبال کشتار مسلمانان در چین، در ۱۶ تیر گفت: «خبرگزاری دولتی ایران در خبر خود هیچ اشاره‌ای به مسلمان‌بودن معترضان نمی‌کند و به رویش هم نمی‌آورد که یکی از اعتراضات در مسجد عیدکا در شهر کاشگار [کاشغر] صورت گرفته‌است.» سید حسین نقوی حسینی، عضو کمیسیون امنیّت ملّی و سیاست خارجی مجلس در ۲۴ تیر گفت: وزارت خارجه نباید استراتژی غلطی را که در مورد مسلمانان چچن اتّخاذ کرد در مورد کشتار مسلمانان چین تکرار می‌کرد. همچنین مقالاتی به قلم عمادالدین باقی، صادق زیباکلام و محمد شریف در روزنامهٔ اعتماد ملی نوشته شده‌است. حسین سبحانی نایب رئیس کمیسیون امنیّت ملّی مجلس هشتم، مبهم‌بودن مسئلهٔ کشته‌شدن مسلمانان اویغور و دلایل آن را، علّت سکوت راست‌گرایان دانست.
یکی از نمایندگان حامی دولت در مجلس شورای اسلامی، به صراحت اعلام کرده‌است: «اگر ایران نسنجیده اعلام موضع کند ممکن است روابط ایران با چین دچار مشکل شود.»

### جنگ ایران و اسرائیل
در طول جنگ ایران و اسرائیل، چین به طور قابل توجهی از ارائه هرگونه کمک مهمی به ایران خودداری کرد و موضع بی‌طرفی محاسبه‌شده‌ای را حفظ نمود. علی‌رغم روابط اقتصادی و استراتژیک رو به رشد ایران با پکن—به ویژه از طریق همکاری تحت طرح کمربند و جاده و قراردادهای انرژی—چین از مشارکت مستقیم در درگیری اجتناب کرد. پکن نه حمایت نظامی ارائه داد و نه پشتیبانی دیپلماتیک از اقدامات تهران به عمل آورد. این خویشتن‌داری بر رویکرد کلی سیاست خارجی چین مبنی بر اجتناب از درگیر شدن در جنگ‌های منطقه‌ای ناپایدار، به خصوص زمانی که منافع اقتصادی و وجهه بین‌المللی آن در معرض خطر قرار می‌گیرد، تأکید می‌کند. تصمیم چین برای عدم کمک به ایران بر ترجیح آن برای ثبات و ادراک جهانی بر تعهدات اتحاد، حتی با شرکای بلندمدت، صحه گذاشت.
بر اساس گزارش میدل ایست آی، ایران شروع به وارد کردن سیستم پدافندی HHQ-9B از چین کرده است. براساس این گزارش ایران پس از پایان درگیری‌ها با اسرائیل و ایالات متحده، شروع به دریافت اولین سامانه‌های پدافند هوایی از چین برای تقویت پدافند هوایی خود کرده است.

## اقتصاد
در واقع، پس از امضای برجام در ژوئیه ۲۰۱۵، چین و ایران توافق کردند که روابط تجاری را از ژانویه ۲۰۱۶ تا ده سال آینده به ۶۰۰ میلیارد دلار افزایش دهند. این توافق در جریان سفر دولتی شی جین پینگ، رهبر چین، به حسن روحانی انجام شد. این میزان، افزایش بیش از ۱۰۰۰ درصدی را نشان می‌دهد. این توافق با چارچوب «یک کمربند، یک جاده» هماهنگ بود. در مجموع ۱۷ توافق‌نامه امضا شد که یکی از آنها مربوط به برنامه هسته‌ای ایران بود. چینی‌ها به اتصال تهران به مشهد از طریق فناوری قطار سریع‌السیر خود کمک خواهند کرد.

### نفت و گاز
یکی از ستون‌های اصلی این رابطه، نفت و گاز است. چین برای تغییر منبع انرژی خود از زغال‌سنگ، عمدتاً به نفت روی آورد. افزایش سریعی در واردات نفت از سال ۱۹۷۴ تا دهه ۱۹۹۰ وجود داشت.در سال ۲۰۱۱، تقریباً ۱۰ درصد از واردات نفت چین از ایران بود. تقریباً ۸۰ درصد از کل واردات چین از ایران نفت و بقیه محصولات معدنی و شیمیایی است. به دلیل این وابستگی به نفت و گاز ایران، چین اکنون در نوسازی بخش نفت و گاز ایران سرمایه‌گذاری می‌کند تا دسترسی به این منابع را تضمین کند. شرکت ملی نفت چین (CNPC) قراردادی ۸۵ میلیون دلاری برای حفر ۱۹ چاه در میدان‌ها گازی جنوب ایران دریافت کرد و قرارداد مشابه دیگری به ارزش ۱۳ میلیون دلار امضا کرد. سپس، دوباره در سال ۲۰۰۴، توافقی حاصل شد که بر اساس آن چین ۲۷۰ میلیون تن گاز طبیعی را طی ۳۰ سال از میدان‌ها پارس جنوبی، که غنی‌ترین میدان‌ها گازی جهان هستند، به قیمت ۷۰ میلیارد دلار وارد کند. شرکت چینی دیگری به نام گروه سینوپک، نیمی از سهام میدان‌ها نفتی یادآوران را به ارزش حدود ۱۰۰ میلیارد دلار برای اکتشاف دریافت می‌کند. بعدها در سال ۲۰۰۷، CNPC قراردادی ۳.۶ میلیارد دلاری برای توسعه میدان‌ها گازی فراساحلی در ایران امضا کرد و سپس قرارداد دیگری به ارزش ۲ میلیارد دلار برای توسعه میدان نفتی شمال ایران در نزدیکی اهواز امضا کرد. چین نه تنها به توسعه بخش نفت و گاز کمک می‌کند، بلکه از جاه‌طلبی‌های ایران برای انتقال نفت و گاز دریای خزر به بندرها جنوبی ایران از طریق خطوط لوله حمایت می‌کند تا این منابع بتوانند به اروپا و آسیا صادر شوند.[۵۸] ایران برای تضمین رفاه مالی خود به فروش نفت به چین متکی است. چین همچنین علیرغم فشارهای بین‌المللی که مانع از توانایی ایران در دریافت بنزین از سایر تامین‌کنندگان شده است، بنزین به ایران می‌فروشد.
چین، ایران را شریکی دائمی برای صادرات خود و منبعی برای تقاضای رو به رشد انرژی خود می‌داند. در مارس ۲۰۰۴، شرکت دولتی چینی ژوهای ژنرونگ، قراردادی ۲۵ ساله برای واردات ۱۱۰ میلیون تن متریک گاز طبیعی مایع (LNG) از ایران امضا کرد. این قرارداد با قرارداد دیگری بین سینوپک و ایران LNG که در اکتبر همان سال امضا شد، دنبال شد. این معامله به ارزش ۱۰۰ میلیارد دلار، ۲۵۰ میلیون تن LNG اضافی را به منابع انرژی چین اضافه می‌کند که قرار است طی یک دوره ۲۵ ساله از میدان یادآوران ایران استخراج شود. در ژانویه ۲۰۰۹، ایران و چین قراردادی ۱.۷۶ میلیارد دلاری برای توسعه اولیه میدان نفتی آزادگان شمالی در غرب ایران امضا کردند. در ماه مارس، دو کشور یک قرارداد سه ساله به ارزش ۳.۳۹ میلیارد دلار برای تولید گاز طبیعی مایع در میدان گازی عظیم پارس جنوبی ایران منعقد کردند. ایران به دلیل ظرفیت پالایش محدود خود، یک سوم از محصولات پالایش شده خود مانند بنزین را از چین وارد می‌کند.
در سال ۲۰۱۱، گروه «کارشناسان سبز ایران» گزارش داد که پکن و تهران توافقی را امضا کرده‌اند که به چین تا سال ۲۰۲۴ حقوق انحصاری چندین میدان نفتی و گازی ایران، از جمله حقوق ساخت زیرساخت‌های لازم در آنجا را می‌دهد. در مقابل، چین وعده داد که هرگونه حمله خارجی به این مناطق را به عنوان حمله به خاک حاکمیتی خود تلقی کرده و از آنها دفاع خواهد کرد. چین برای حفظ و افزایش حضور نظامی خود در کشور نیازی به مجوز قبلی از دولت ایران نخواهد داشت و تردد ایرانیان به داخل و خارج از این مناطق را کنترل خواهد کرد.[۶۵] این توافق مبنایی برای اظهارات ژنرال PLA، ژانگ ژائوشونگ بود که بیان داشت: "چین برای محافظت از ایران حتی از جنگ جهانی سوم نیز دریغ نخواهد کرد."
چین از زمان امضای برجام، محل تخلیه نفت خام ایران بوده است. در سال ۲۰۱۷، ۶۴ درصد از کل صادرات ۱۶.۹ میلیارد دلاری به چین، نفت خام بود.